# Niccolo Ronchetti

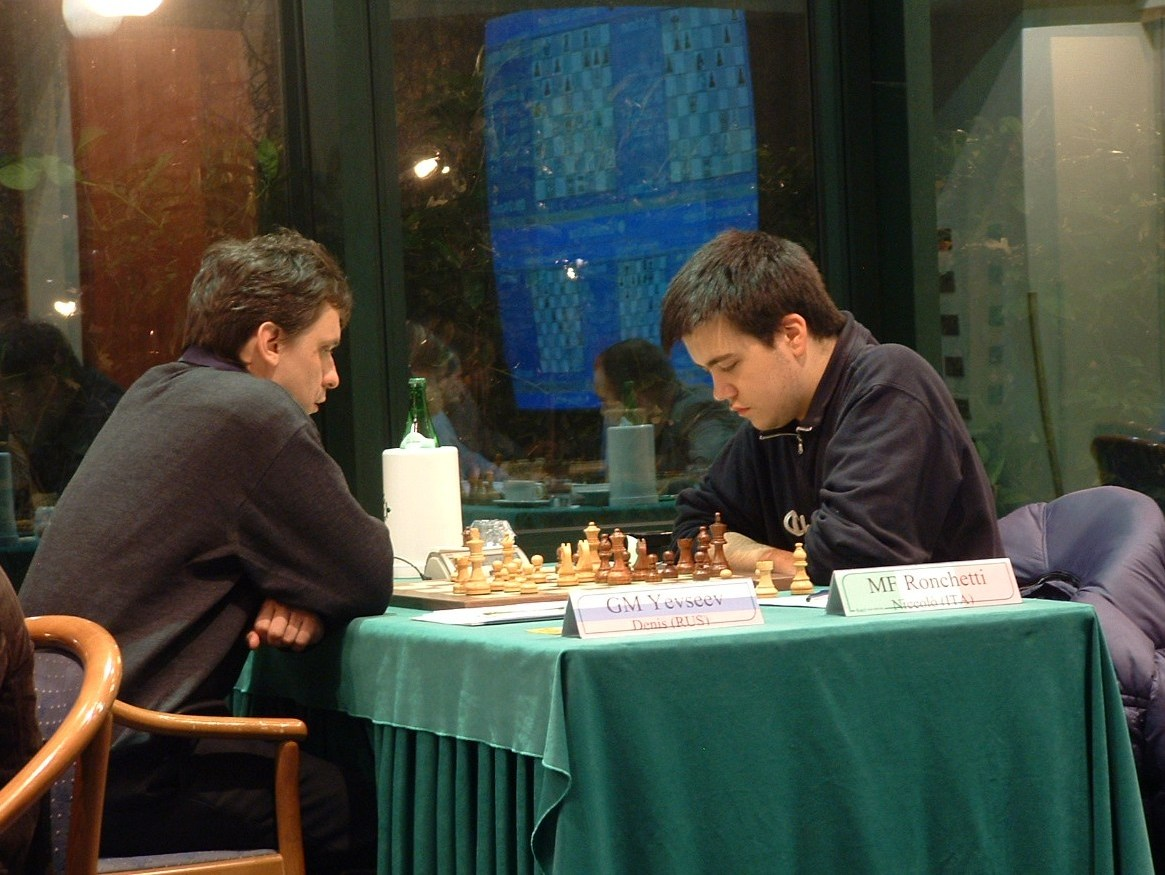
Niccolo Ronchetti (rechts)

Niccolo Ronchetti (Bologna, 10 januari 1989) is een Italiaanse schaker met een FIDE-rating van 2454 in 2015 (2421 in 2006). Hij is Internationaal Meester (IM).
In 2004 werd hij Fide Meester (FM), in 2008 Internationaal Meester.
In november/december 2005 werd in Cremona, Italië, het 65e kampioenschap van Italië gespeeld dat met 8.5 uit 11 door Michele Godena gewonnen werd. Ronchetti eindigde met 6.5 punt op de vierde plaats.
In 2009 nam hij deel aan het 7e Ray Schutt memorial blitz toernooi waar hij een 7e plaats bereikte.
In november 2014 won hij de World Mind Games.
In juli 2015 won Ronchetti, met 5 pt uit 6, het Pacific Southwest Open toernooi dat werd gehouden in Irvine, Californië (VS).